# Вперёд, Бог, вперёд XII
«Вперёд, Бог, вперёд XII» (англ. Go God Go XII) — эпизод 1013 (№ 152) сериала «Южный Парк», его премьера состоялась 8 ноября 2006 года. Серия является продолжением эпизода Вперёд, Бог, вперёд.

## Сюжет
Картман вместе с выдрами крадёт из заброшенного музея долгожданную приставку Nintendo Wii, но не может её подключить к телевизорам будущего. Тогда он крадёт «телефон для розыгрышей», позволяющий позвонить в прошлое. Он звонит сначала себе, затем Баттерсу, потом Кайлу, но ему никто не верит. Поэтому он звонит мисс Гаррисон и случайно сообщает её «бойфренду» Ричарду Докинзу, что Гаррисон делал операцию по перемене пола. Из-за этого действительность меняется, и Картман переносится в другое будущее, где с помощью машины времени его отправляют в своё время.
Однако его ждёт очередное разочарование: прибыв в своё время, Картман, готовый теперь спокойно подождать 3 недели, обнаруживает, что его отправили на более ранюю дату, и до выхода Wii целых 2 месяца. Он снова решает заморозить себя, и, получив звонок от самого себя из будущего, говорит лишь: «Очень смешно, Кайл!»

## Пародии
- Начало эпизода пародирует фантастический фильм «Поле битвы: Земля». Режиссёр фильма Роджер Кристиан. Фильм был снят по мотивам саентологического учения Л.Рона. Хаббарда.
- Эпизод пародирует «Бак Роджерс в XXV веке».
- Когда один из членов Союза Атеистов держит информационный кристалл, добытый Картманом, можно заметить, что этот кристалл похож на логотип игры The Sims 2.